# Aeroportul Viseu
Aeroportul Viseu (IATA: VSE, ICAO: LPVZ) este un aeroport din Viseu, Districtul Viseu, Portugalia ce deservește zona Districtul Viseu. Aeroportul a fost tranzitat în 2017 de 8.497 de pasageri.
Situat la o altitudine de 628 m, aeroportul dispune de o singură pistă.